# Halogenidy
Halogenidy jsou dvouprvkové sloučeniny halogenů s elektropozitivnějšími prvky nebo soli halogenovodíků. Nejznámější z nich je chlorid sodný, NaCl – kuchyňská sůl. Jsou podskupinou halidů jako tzv. anorganické halidy. V anglické nomenklatuře termín hallides označuje české halogenidy a ne halidy.

## Vlastnosti
Převážně jsou rozpustné ve vodě. Mezi málo rozpustné ve vodě patří halogenidy mědi, stříbra, rtuti nebo olova.

## Názvosloví
V názvu na prvním místě stojí podstatné jméno + -id a poté přídavné jméno s koncovkou daného oxidačního čísla. Ve vzorci je tomu přesně naopak. Příklad: chlorid sodný - chlor má oxidační číslo -I a -ný je koncovka oxidačního čísla I. Protože součet oxidačních čísel se rovná 0, není potřeba měnit počet jakéhokoliv z prvků sloučeniny. Vzorec je tím pádem NaCl.

## Příprava
Halogenidy se připravují např. přímou syntézou prvků: 
2 Fe + 3 Cl2 → 2 FeCl3
nebo reakcí halogenovodíkových kyselin s neušlechtilými kovy, hydroxidy a oxidy kovů
Zn + 2 HCl → ZnCl2 + H2
KOH + HCl → KCl + H2O

## Rozdělení

### Iontové
Sloučeniny halogenů s prvky s nízkou elektronegativitou se nazývají iontové halogenidy. V roztocích vedou elektrický proud. Vyznačují se vysokou teplotou tání a varu. Příklad: NaCl, KBr.

### Polymerní
Sloučeniny halogenů s kovy ze střední části periodické tabulky se nazývají polymerní halogenidy. Vázané prvky jsou spojeny kovalentními vazbami do řetězců či vrstev. Vyznačují se nižší teplotou tání a varu. Příklad: CoCl3.

### Molekulové
Sloučeniny halogenů s nekovy a polokovy se nazývají molekulové halogenidy. Vázané prvky jsou spojeny kovalentními vazbami do molekul. Jsou těkavé, často plynné nebo kapalné. Příklad: PCl5.

## Užití
Nejznámější užití je v klasické fotografii a kinematografii, kde halogenidy tvoří světlocitlivou vrstvu filmového materiálu.

## Přehled skupin
- Fluoridy
- Chloridy
- Bromidy
- Jodidy